# James Charles Gubba
James Charles Gubba (* 26. September 1869 in Götzhöfen, Kreis Memel; † Januar 1945 in Königsberg) war ein deutscher Gutsbesitzer und Politiker.

## Leben
Die Vorfahren von James Charles Gubba kamen als Salzburger Exulanten nach Ostpreußen. Sein Vater, Kommerzienrat Karl Friedrich Gubba (1828–1886), übernahm 1851 das Gut Götzhöfen. James Charles Gubba absolvierte nach der Schulzeit eine landwirtschaftliche Lehre, bevor er Agrarwissenschaften an den landwirtschaftlichen Hochschulen in Berlin und Poppelsdorf studierte. Nach der Ableistung seines Militärdienstes lernte er auf dem Hauptgestüt Trakehnen und in anderen Viehzuchtanstalten. 1894 kaufte er seiner MutterJenny Gubba-Richter und seinen Geschwistern das väterliche Gut ab. In den Ersten Weltkrieg zog Gubba als Kommandeur einer schweren Proviantkolonne, kehrte aus gesundheitlichen Gründen jedoch bald wieder in die Heimat zurück.
Nach 1918 war Gubba Mitglied der Landwirtschaftskammer in Memel sowie Mitglied des Staatsrats. Von 1925 bis 1934 war er Abgeordneter des memelländischen Landtags, teilweise auch als Fraktionsvorsitzender der Landwirtschaftspartei.
Gubba war daneben im Aufsichtsrat der Landschaftsbank in Memel und Vorsitzender des Kreditverbandes memelländischer Landwirte.
Später ging er nach Königsberg, wo er zusammen mit seiner Frau Frieda im Januar 1945 Selbstmord beging.